# Matteo Dal-Cin
Matteo Dal-Cin (* 14. Januar 1991 in Ottawa) ist ein kanadischer Radrennfahrer.

## Werdegang
Als Junior nahm Dal-Cin an den kanadischen Rennen im UCI Men Juniors Nations’ Cup teil. Nach dem Wechsel in die U23 fuhr er zunächst für kanadische Vereine, bevor er im Mai 2014 Mitglied im UCI Continental Team Silber Pro Cycling wurde. Seinen ersten Erfolg  bei einem UCI-Rennen erzielte er 2015, als er eine Etappe und die Gesamtwertung des Grand Prix Cycliste de Saguenay gewann.
Zur Saison 2017 wurde Dal-Cin Mitglied im damaligen UCI Continental Team Rally Cycling. Gleich im ersten Jahr gewann er für das Team jeweils eine Etappe der Tour of the Gila und der Tour de Beauce. Sein bisher letzter Erfolg war der Gewinn der Kanadischen Meisterschaften im Straßenrennen auch im Jahr 2017.
Nach fünf Jahren bei Rally Cycling wechselte Dal-Cin zur Saison 2022 zum kanadischen Continental Team Toronto Hustle. Im ersten Rennen für sein neues Team gewann er eine Etappe und die Gesamtwertung der South Aegean Tour.

## E-Sports
Im Jahr 2020 gewann Dal-Cin die dritte Etappe der virtuellen Tour de France, die über die Online-Plattform Zwift ausgetragen wurde.

## Erfolge
2015
- Gesamtwertung und eine Etappe Grand Prix Cycliste de Saguenay

2017
- eine Etappe Tour of the Gila
- eine Etappe Tour de Beauce
- Kanadischer Meister – Straßenrennen

2022
- Gesamtwertung und eine Etappe South Aegean Tour